# Cal Mestre Millet
Cal Mestre Millet és un edifici del municipi del Masnou (Maresme) protegit com a bé cultural d'interès local. És la casa natal del músic Lluís Millet i Pagès (el Mestre Millet).

## Descripció
Habitatge entre mitgeres de planta rectangular formada per planta baixa i primer pis amb la coberta practicable. La façana està marcada pels dos eixos d'obertures de les plantes: a la planta baixa disposa d'una porta d'accés i una finestra enreixada al costat, mentre que al primer pis hi ha un balcó i una finestra amb ampit de pedra més petita.
Com la majoria de les cases de cós del Masnou, té al darrere una eixida de dos nivells. El primer, arran de balconera, coberta amb mosaic i arrambadors de majòlica; unes escales que menen al tros enjardinat i té al fons, sota volta, el safareig, l'entrada a la mina d'aigua i, antigament, la comuna.
Les estances interiors, com moltes de la seva època, tenen arrambadors de majòlica i els sostres i parets decorats amb pintures.

## Història
El músic Lluís Millet i Pagès, fundador de l'Orfeó Català i fill predilecte de la vila, nasqué en aquesta casa el 18 d'abril de 1867. L'Ajuntament va col·locar una placa de marbre a la façana amb motiu del centenari del seu naixement. Fou feta bastir pel pare del mestre, Salvador Millet i Estaper, l'any 1853. La família Millet hi va residir fins a l'any 2015, any en què fou venuda.